# Oni (Rosja)
Oni (ros. Они) – wieś (sieło) w Rosji, w Kraju Permskim, w rejonie juświńskim. W 2010 liczyła 458 mieszkańców.